# Parmelinella simplicior
Parmelinella simplicior är en lavart som först beskrevs av Hale, och fick sitt nu gällande namn av Elix & Hale. Parmelinella simplicior ingår i släktet Parmelinella och familjen Parmeliaceae.   Inga underarter finns listade i Catalogue of Life.